# ديفيد أ. كيسلر
ديفيد أ. كيسلر (بالإنجليزية: David Aaron Kessler)‏ (13 مايو 1951 في نيويورك في الولايات المتحدة -) هو طبيب أطفال، ومحامي وأكاديمي وسياسي أمريكي،
عيّنه جو بايدن رئيسا مشاركا في المجلس الاستشاري لفيروس كوفيد-19 [الإنجليزية] اعتبارا من 20 يناير 2021.

## وصلات خارجية
- ديفيد أ. كيسلر على موقع IMDb (الإنجليزية)
- ديفيد أ. كيسلر على موقع ميوزك برينز (الإنجليزية)